# Thyridopteryx meadii
Thyridopteryx meadii – gatunek motyla z rodziny koszówkowatych.

## Taksonomia
Epitet gatunkowy honoruje T. L. Mead'a, kolekcjonera motyli, od którego imienia nazwano wiele ich gatunków.

## Zasięg występowania
Gatunek ten występuje w południowej części USA, od zachodniego Teksasu po Pustynię Mojave w Kalifornii.

## Budowa ciała
Rozpiętość skrzydeł wynosi 20-33 mm, długość pojedynczego skrzydła 8,5-11 mm, zaś koszyczków gąsienic 30-40 mm. Dorosłe samice są bezskrzydłe.

## Biologia i ekologia

### Odżywianie
Gąsienice żerują głównie na Larrea tridentata z rodziny parolistowatych, jednak znajdowano je również na przedstawicielach rodzaju jadłoszyn z rodziny bobowatych.

### Cykl życiowy
Pozbawione skrzydeł samice spędzają całe życie w swoim koszyczku. Gąsienice potrafią przez wiele miesięcy pozostawać w uśpieniu, pozostając w koszyczkach w oczekiwaniu na deszcz i nowe przyrosty rośliny żywicielskiej.

## Wrogowie naturalni
Parazytoidami tego gatunku są błonkówka Allocota thyridopterigis i muchówka Chetogena tachinomoides.